# Kuttolsheim
Kuttolsheim (deutsch Küttolsheim) ist eine französische Gemeinde mit 646 Einwohnern (Stand 1. Januar 2021) im Département Bas-Rhin in der Region Grand Est (bis 2015 Elsass). Sie ist ein ehemaliges Reichsdorf und liegt am Rande der Hochebene des Kochersbergs im Souffeltal und wird umgeben von den Gemeinden Fessenheim-le-Bas, Nordheim und Wintzenheim-Kochersberg. Am 1. Januar 2015 wechselte die im Elsass gelegene Gemeinde vom Arrondissement Strasbourg-Campagne zum Arrondissement Saverne.

## Geschichte
Kuttolsheim liegt an der ehemaligen Römerstraße, die von Straßburg nach Saverne führte und heute noch zum Teil als Departementsstraße genutzt wird.
Kuttolsheim war ein Reichsdorf. 

### Bevölkerungsentwicklung
| Jahr      | 1962 | 1968 | 1975 | 1982 | 1990 | 1999 | 2007 | 2017 |
| Einwohner | 390  | 413  | 452  | 479  | 599  | 631  | 645  | 622  |

## Sehenswürdigkeiten
- Sainte-Barbe Kapelle: eingestuft als Monument historique; der Turm ist im 13. Jahrhundert nahe einer Schwefelwasserquelle, wahrscheinlich am Ort eines älteren Heiligtums errichtet worden. Das Schiff datiert vom 17. Jahrhundert.
- Schwefelsee: bekannt seit dem römischen Zeitalter, wurde damals sein Wasser nach Straßburg geleitet. Der See ist ein kleines natürliches Wasserbecken am Absatz der Quelle der Souffel. Der Ausstoß der unterirdischen Quelle erreicht 17 Liter pro Sekunde, ihre Temperatur (um 12 bis 13 Grad Celsius) ist konstant und folglich friert der See nie ein. Aufgrund des Schwefelgehaltes wurde das Wasser seit der Zeit der Römer bis in die 1950er in Thermalbädern benutzt, um Hautkrankheiten zu lindern. Der See diente auch als Pferdewaschplatz (als: Rosschwemm): eine milde Steigung ermöglichte es den Tieren, problemlos ins Wasser zu steigen.
- Kirche Saint-Jacques-le-Majeur: der Chorturm, errichtet durch den Architekten Bernach im 12. Jahrhundert, besitzt die Einstufung als Monument historique. Chor und Schiff wurden 1865 nach einem Brand wieder aufgebaut.
- Buddhistischer Tempel: Seit 1978 ist Kuttolsheim einer der vier Plätze im Elsass, an denen es ein buddhistisches Zentrum gibt. Da es das Europäisches Institut für Tibetisches Buddhismus ist, ist der Dalai Lama mehrmals dort gewesen.[2]

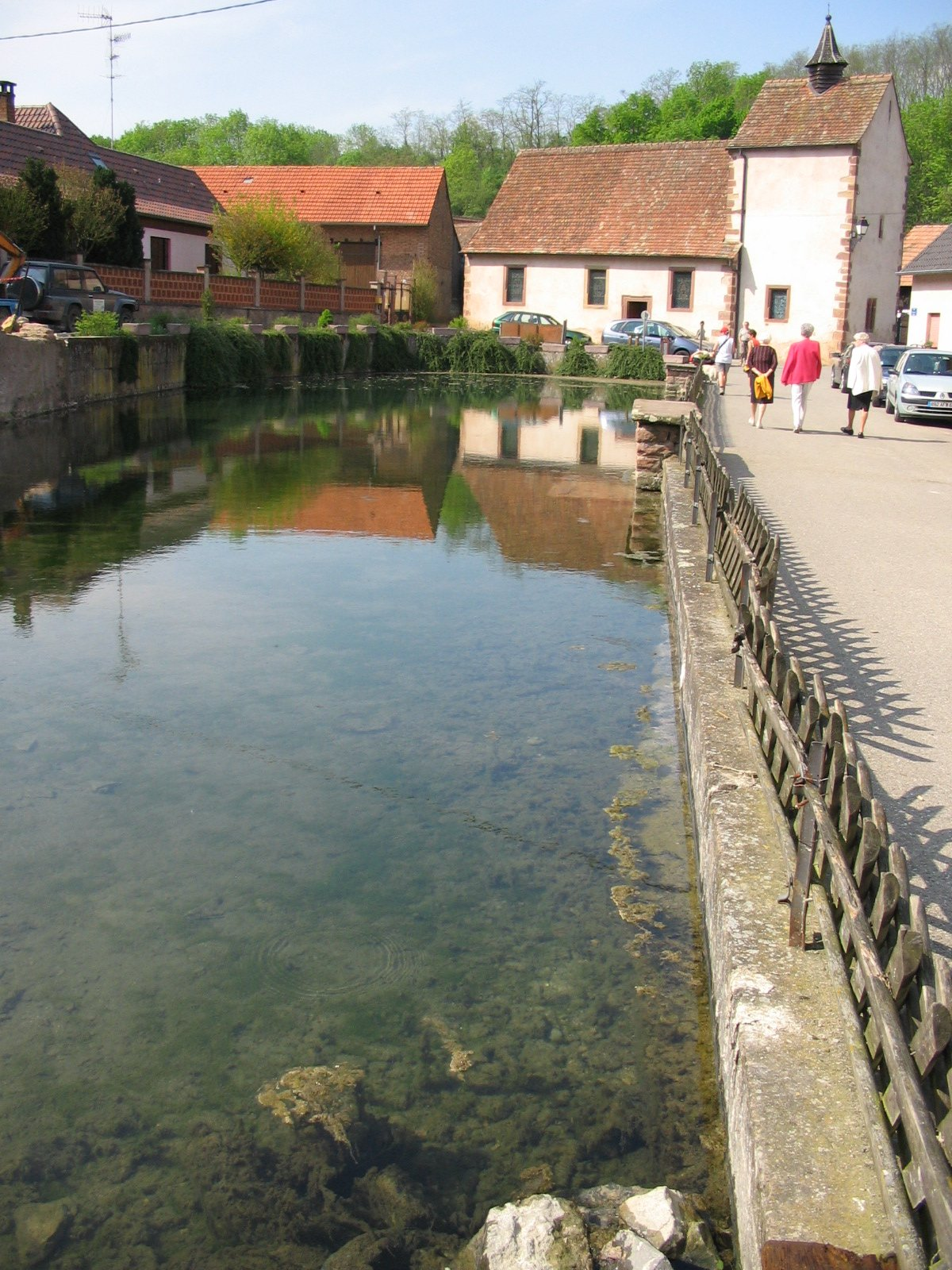
Kapelle Sainte-Barbe und Schwefelsee
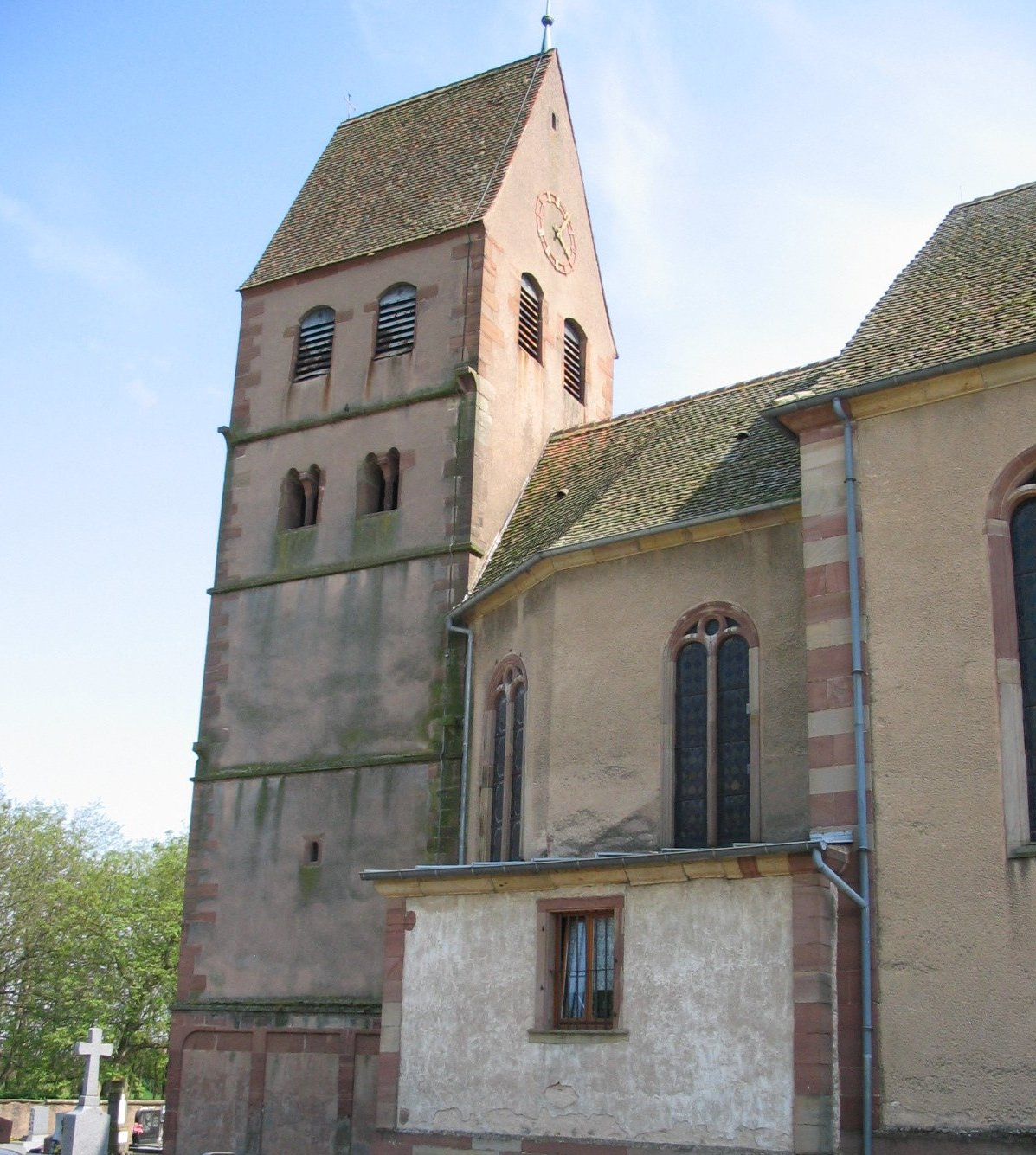
Kirche Saint-Jacques-le-majeur